# Iris Apfel
Iris Apfel (Astoria (New York), 29 augustus 1921 – Palm Beach (Florida), 1 maart 2024) was een Amerikaans zakenvrouw, interieurontwerpster en mode-icoon. Samen met haar man, Carl, runde ze van 1950 tot 1992 een textiel- en interieurbedrijf, waarbij ze onder andere een contract met het Witte Huis had dat zich uitstrekte over negen presidenten. Na haar pensionering kreeg ze lof voor een tentoonstelling in 2005 in het Costume Institute van het Metropolitan Museum of Art, waar haar collectie kostuumjuwelen werd tentoongesteld en mannequins werden gekleed zoals zij het zou dragen. Ze werd een mode-icoon en tekende in 2019 op 97-jarige leeftijd bij IMG een contract als model. Daarnaast kwam in 2014 de documentaire Iris over haar uit, gemaakt door Albert Maysles.

## Jeugd
Apfel was het enige kind van Samuel Barrel (1897-1967), wiens familie een glas- en spiegelbedrijf bezat, en zijn Russisch-Amerikaanse vrouw, Sadye "Syd" Barrel (geboren Asofsky, 1898-1998), die een modeboetiek bezat. Beiden waren Joods. Hoewel ze op een boerderij werd grootgebracht door haar ouders en grootouders, nam ze vaak de metro om Manhattan te verkennen. Ze was erg gesteld op de wijk Greenwich Village. Als kind winkelde ze al in antiekwinkels, waarmee ze haar verzameling sieraden van over de hele wereld begon. Apfel studeerde kunstgeschiedenis aan de New York University en volgde een opleiding aan de kunstacademie van de Universiteit van Wisconsin.

## Carrière
Als jonge vrouw werkte Apfel als tekstschrijver voor Women's Wear Daily, waar ze $15 per week verdiende, en voor interieurontwerper Elinor Johnson, waar ze appartementen aankleedde voor doorverkoop. Ze ontwikkelde zo een talent voor het vinden van zeldzame items. Ze was ook assistent van illustrator Robert Goodman. Op 22 februari 1948 trouwde ze met Carl Apfel. Twee jaar later, in 1950, richtten ze het textielbedrijf Old World Weavers op en runden het tot hun pensionering in 1992. De Apfels specialiseerden zich in de reproductie van stoffen uit de 17e, 18e en 19e eeuw, en reisden twee keer per jaar naar Europa op zoek naar textiel dat ze niet in de Verenigde Staten konden vinden. De showroom van het bedrijf in New York bevond zich op East 57th Street 115 in Manhattan. Gedurende haar carrière nam Iris Apfel deel aan verschillende restauratieprojecten, waaronder werk in het Witte Huis voor negen presidenten: Harry S. Truman, Dwight D. Eisenhower, John F. Kennedy, Lyndon B. Johnson, Richard Nixon, Gerald Ford, Jimmy Carter, Ronald Reagan en Bill Clinton. Ze vond het Witte Huis een van de gemakkelijkste van de klanten van Old World Weavers, omdat ze over het algemeen alleen wilden repliceren wat eerder was gedaan. De enige uitzondering, volgens Apfel, was Jacqueline Kennedy. Apfel herinnerde zich: "Ze huurde een zeer beroemde Parijse ontwerper in om het huis op te tuigen en het echt Frans te maken, en de modeindustrie werd gek. Daarna moesten we alles weggooien en opnieuw beginnen. Maar ik mocht mevrouw Nixon wel. Ze was heerlijk."
Via hun bedrijf begon het echtpaar over de hele wereld te reizen, waar Apfel ook stukken van niet-westerse, ambachtelijke kleding kocht. Ze droeg deze kleding naar de high-society feesten van hun klanten. In 2011 werd Iris Apfel benoemd tot gastprofessor aan de Universiteit van Texas in Austin, bij de afdeling Textiel en Kleding.
In 2016 speelde ze in een televisiereclame voor de Franse auto DS3 en was ze het gezicht van het Australische merk Blue Illusion. In maart 2016 kondigde Apfel een samenwerking aan met de technologie startup WiseWear voor een aankomende lijn van slimme sieraden. In 2018 publiceerde ze een biografie bij HarperCollins getiteld Iris Apfel: Accidental Icon. Aangezien ze vaak werd gevraagd voor optredens, moedigde Tommy Hilfiger haar aan om een formele vertegenwoordiging te zoeken waarna ze in 2019, op 97-jarige leeftijd, een modellencontract aanging met het wereldwijde bureau IMG. 

## Persoonlijk leven
De Apfels hadden geen kinderen, mede omdat ze zoveel reisden; ze wilden niet dat hun kinderen door een nanny zouden worden opgevoed. Ze waren 67 jaar getrouwd toen Carl op 1 augustus 2015 op 100-jarige leeftijd stierf.

## Overlijden
Apfel stierf op 1 maart 2024 in haar huis in Palm Beach, Florida, op 102-jarige leeftijd.

## Nalatenschap

### Museumretrospectieven
Op 13 september 2005 ging in het Costume Institute van het Metropolitan Museum of Art in New York een tentoonstelling over de stijl van Iris Apfel in première, getiteld Rara Avis (Zeldzame Vogel): The Irreverent Iris Apfel. Het was de eerste keer dat het museum een tentoonstelling over kleding en accessoires van een levende persoon presenteerde die geen ontwerper was. Het succes van de tentoonstelling, samengesteld door Stéphane Houy-Towner, leidde tot een eerste reizende versie van de tentoonstelling in het Norton Museum of Art in West Palm Beach, Florida, het Nassau County Museum of Art in Roslyn Harbor, New York, en later in het Peabody Essex Museum in Salem, Massachusetts.
Het Museum of Lifestyle & Fashion History in Boynton Beach, Florida, ontwerpt een gebouw dat een toegewijde galerij zal herbergen met kleding, accessoires en meubels van Apfel.
Advies- en academische rollen
Op 90-jarige leeftijd in 2012 was Apfel gastprofessor aan de Universiteit van Texas in Austin.
Apfel adviseerde en gaf lezingen over stijl en andere modethema's. In 2013 werd ze genoemd als een van de vijftig "Best Geklede boven de 50" door The Guardian.

### Documentaires
Apfel was de ster van een documentaire gemaakt door Albert Maysles, genaamd Iris. Het ging in première op het New York Film Festival in oktober 2014 en werd vervolgens door Magnolia Pictures verworven voor Amerikaanse bioscoopdistributie in 2015.
Apfel was ook te zien in de documentaire If You're Not in the Obit, Eat Breakfast, een televisiefilm die in 2017 in première ging.

### Barbiepop
In 2018 creëerde Mattel een Barbiepop naar het beeld van Apfel, waarmee ze de oudste persoon werd die ooit een Barbiepop naar haar beeltenis kreeg en de ontvanger van de hoogste eer die het Barbie-merk verleent. De Barbie, uitgebracht in samenwerking met het boek van Apfel, was niet te koop, maar Mattel maakte ook twee "Styled by Iris Apfel" Barbiepoppen die commercieel verkrijgbaar waren.

### Prijzen
Apfel ontving de Women Together Special Award of the Year op de 12e jaarlijkse Women Together Gala gehouden in de Algemene Vergadering van de Verenigde Naties in New York, op 7 juni 2016. Ze werd vergezeld door andere laureaten, waaronder Hollywood-actrice Rosario Dawson, de Punta Cana Foundation, de Loewe Foundation en anderen. Apfel kreeg de prijs overhandigd door Malu Edwards Hurley, lid van de raad van bestuur van Women Together en MC van het galaevenement.
In november 2016 ontving Apfel de Women's Entrepreneurship Day Pioneer Award voor haar werk op het gebied van mode in de Verenigde Naties in New York.
Apfel werd geëerd als de Eight over Eighty Gala 2017 eregast van The New Jewish Home.